# Elín Metta Jensen
Elín Metta Jensen (* 1. März 1995) ist eine isländische Fußballnationalspielerin, die seit 2010 im Kader des Erstligisten Valur Reykjavík steht.

## Persönliches
Elín Metta wurde als einzige gemeinsame Tochter von Magdalena Kjartansdóttir (* 1958) und dem Versicherungsvertreter Markús Einar Jensen (1945–2016) geboren. Sie hat vier ältere Stiefgeschwister und wuchs in der Hauptstadt Reykjavík auf. Elín Metta besuchte zunächst die Háteigsskóli und schloss im Frühjahr 2015 die Menntaskólinn í Reykjavík mit der Hochschulreife ab. Im Jahr 2014 war Elín Metta Werbeträgerin des Sportartikelherstellers Nike.

## Karriere

### Im Verein
Elín Metta begann als Kind mit dem Fußballspielen bei Valur Reykjavík. Zwischen 2006 und 2013 kam sie in den Jugend-Mannschaften des Vereins zum Einsatz und erzielte bei 116 Einsätzen insgesamt 198 Treffer.
Am 13. Juli 2010 gab Elín Metta im Alter von 15 Jahren und 134 Tagen ihr Debüt für Valur Reykjavík in der Pepsi-deild kvenna, der obersten isländischen Spielklasse; den 7:2-Erfolg über Haukar Hafnarfjörður krönte sie mit ihrem Treffer zum 5:2. Im selben Jahr gewann die Isländerin mit dem Verein die isländische Meisterschaft, außerdem konnte sie mit der Mannschaft in den Jahren 2010 und 2011 den Gewinn des isländischen Pokalwettbewerbs feiern. Mit 18 Treffern gewann die Angreiferin 2012 den Goldenen Schuh als beste Torschützin der Pepsi-deild kvenna, in der folgenden Spielzeit wurde sie mit 17 Toren Zweitplatzierte der Torschützenliste. Bis zum Saisonende 2015 kam die Isländerin 73-mal in der Pepsi-deild kvenna zum Einsatz und erzielte dabei 54 Tore. Beim 1:1-Unentschieden in Glasgow gegen Glasgow City LFC am 29. September 2011 gab Elín Metta ihr Debüt in der UEFA Women’s Champions League. Durch eine 0:3-Heimniederlage im Rückspiel schieden sie dann aus. Im November 2014 verlängerte die 170 cm große Spielerin ihren Vertrag bei Valur Reykjavík bis Oktober 2017. Von August 2015 bis 2017 trat Elín Metta – wie bereits Dagný Brynjarsdóttir vier Jahre zuvor – als Stipendiatin der Florida State University für die Frauenfußball-Universitätsmannschaft Florida State Seminoles an; begleitend studierte sie Industrial Engineering.
2019 konnte sie dann mit Valur die Meisterschaft gewinnen und an der Qualifikation zur UEFA Women’s Champions League 2020/21 teilnehmen. Nach einem 3:0 in der ersten Runde gegen HJK Helsinki, bei dem sie ihr erstes Tor auf europäischer Vereinsebene schoss, konnten sie ihr erneutes Heimrecht in der zweiten Runde gegen Glasgow City FC nicht nutzen und verloren im Elfmeterschießen. In der zweiten Runde der Qualifikation zur UEFA Women’s Champions League 2022/23 war gegen Slavia Prag Endstation.

### In der Nationalmannschaft

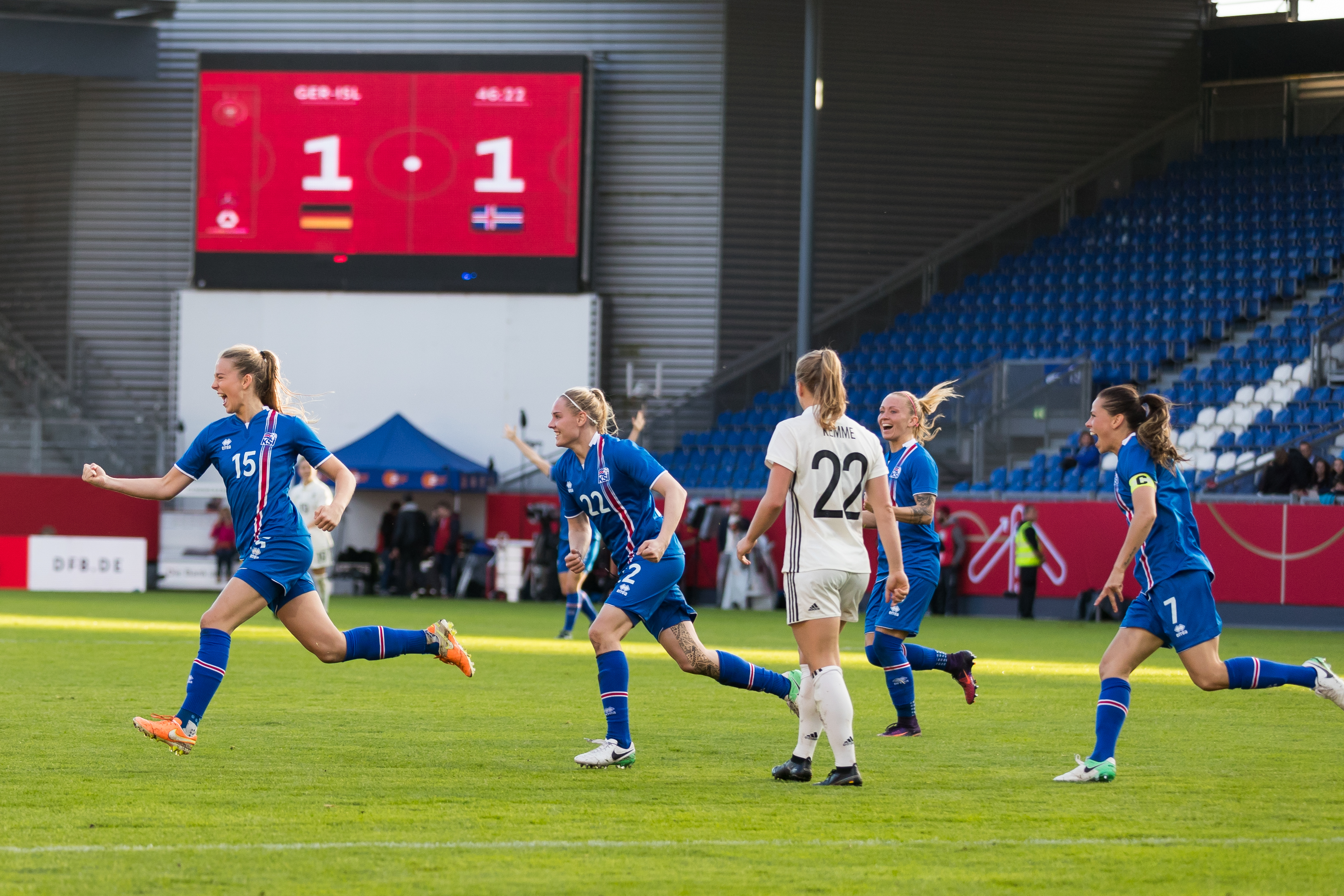
Elín Metta (links) beim Torjubel nach ihrem Treffer zum 2:1 im WM-Qualifikationsspiel gegen Deutschland (Oktober 2017)

Am 24. Juli 2010 debütierte die Angreiferin in der U-17-Nationalmannschaft; dem 8:0-Sieg über die Färöer steuerte Elín Metta dabei drei Treffer bei. Bis April 2012 erzielte Elín Metta in 14 Spielen 17 Tore für die U-17-Juniorinnen. Für die U-19-Nationalmannschaft kam sie zwischen September 2011 und April 2014 zu insgesamt 19 Einsätzen und neun Toren; im August 2012 sowie im Januar 2015 erzielte die Isländerin in den zwei einzigen Spielen der U-23-Landesauswahl insgesamt drei der fünf isländischen Treffer.
Elín Metta gab am 16. Juni 2012 beim 3:0-Sieg über Ungarn ihr Debüt in der A-Nationalmannschaft, als sie in der 75. Minute für die Rekordtorschützin der Nationalmannschaft, Margrét Lára Viðarsdóttir, eingewechselt wurde. Elín Metta stand bei der Europameisterschaft 2013 in Schweden im isländischen Kader; im Viertelfinalspiel gegen den Gastgeber (0:4) kam die zweitjüngste Spielerin des Kaders in den Schlussminuten zum Einsatz. In den Jahren 2013 bis 2017 stand Elín Metta im isländischen Aufgebot beim Algarve-Cup, wurde dabei zehnmal eingesetzt und erzielte einen Treffer. Insgesamt bestritt Elín Metta bisher 59 Spiele für die A-Nationalmannschaft, beim 5:0-Sieg über Malta am 19. Juni 2014 erzielte sie durch einen Doppelpack ihre ersten von  bislang 16 Treffern im Trikot der A-Nationalmannschaft.
Am 11. Juni 2022 wurde sie für die EM-Endrunde nominiert. Bei der EM kam sie nur im letzten Gruppenspiel gegen Frankreich zum Einsatz, das wie die beiden vorherigen 1:1 endete. Durch die drei Remis schieden die Isländerinnen als Gruppendritte aus.
Bei den letzten beiden Gruppen-Spielen in der Qualifikation für die WM 2023 wurde sie jeweils eingewechselt. Nach einem 6:0-Sieg gegen Belarus kam es am letzten Spieltag in Utrecht zum Finale um den Gruppensieg gegen die Niederlande, wobei den Isländerinnen ein Remis gereicht hätte. Bis zur 3. Minute der Nachspielzeit hielten sie ihr Tor sauber, dann mussten sie das einzige Tor des Spiels hinnehmen, wodurch sich die Niederländerinnen qualifizierten und die Isländerinnen in die Play-offs gegen Portugal mussten. Durch eine 1:4-Niederlage nach Verlängerung, bei der sie nicht im Kader stand, verpassten sie endgültig die WM-Endrunde.

## Erfolge
Valur Reykjavík
- Isländische Meisterin: 2010, 2019, 2021, 2022
- Isländische Vizemeisterin: 2011, 2013, 2020
- Isländische Pokalsiegerin: 2010 (ohne Einsatz), 2011, 2022 (ohne Einsatz im Finale)
- Isländische Pokalfinalistin: 2012
- Isländische Superpokalsiegerin: 2022

Nationalmannschaft
- EM-Viertelfinalistin: 2013
- Algarve-Cup-Teilnehmerin: 3. Platz (2014, 2016), 9. Platz (2013, 2017), 10. Platz (2015)

## Auszeichnungen
- Goldener Schuh als beste Torschützin der Pepsi-deild kvenna: 2012, 2019 (mit zwei anderen Spielerinnen)
- Silberner Schuh als zweitbeste Torschützin der Pepsi-deild kvenna: 2013, 2017

## Spielstatistiken
1. ↑  
Die Trefferquote in allen dokumentierten Spielen lag bei 1,71 Toren pro Spiel. Insgesamt dreimal gelangen Elín Metta sieben Tore in einem Spiel (D-Jugend 2006, C-Jugend 2008, B-Jugend 2011).
| Verein          | Jahre     | Altersklasse          | Spiele | Tore |
| --------------- | --------- | --------------------- | ------ | ---- |
| Valur Reykjavík | 2006–2007 | 5. flokkur (D-Jugend) | 19     | 28   |
| Valur Reykjavík | 2007–2009 | 4. flokkur (C-Jugend) | 30     | 52   |
| Valur Reykjavík | 2008–2011 | 3. flokkur (B-Jugend) | 47     | 89   |
| Valur Reykjavík | 2010–2013 | 2. flokkur (A-Jugend) | 20     | 29   |
| Valur Reykjavík | Gesamt    | Gesamt                | 116    | 198  |
2. ↑  
Ihre Trefferquote in Ligaspielen liegt bei 0,72 Toren pro Spiel.
| Verein          | Saison                          | Liga                            | Spiele | Tore |
| --------------- | ------------------------------- | ------------------------------- | ------ | ---- |
| Valur Reykjavík | 2010                            | Pepsi-deild (I)                 | 02     | 01   |
| Valur Reykjavík | 2011                            | Pepsi-deild (I)                 | 06     | 01   |
| Valur Reykjavík | 2012                            | Pepsi-deild (I)                 | 18     | 18   |
| Valur Reykjavík | 2013                            | Pepsi-deild (I)                 | 17     | 17   |
| Valur Reykjavík | 2014                            | Pepsi-deild (I)                 | 18     | 08   |
| Valur Reykjavík | 2015                            | Pepsi-deild (I)                 | 12     | 09   |
| Valur Reykjavík | 2016                            | Pepsi-deild (I)                 | 10     | 03   |
| Valur Reykjavík | 2017                            | Pepsi-deild (I)                 | 17     | 16   |
| Valur Reykjavík | 2018                            | Pepsi-deild (I)                 | 17     | 12   |
| Valur Reykjavík | 2019                            | Pepsi-deild (I)                 | 18     | 16   |
| Valur Reykjavík | 2020                            | Pepsi-deild (I)                 | 16     | 13   |
| Valur Reykjavík | 2021                            | Pepsi-deild (I)                 | 10     | 11   |
| Valur Reykjavík | 2022                            | Besta deild (I)                 | 16     | 07   |
| Valur Reykjavík | Gesamt (Stand: Saisonende 2022) | Gesamt (Stand: Saisonende 2022) | 183    | 132  |
3. ↑  
Durchschnittlich kommt Elín Metta auf 0,24 Tore respektive 0,44 Torbeteiligungen pro Spiel für die Universitätsmannschaft.
| Verein                  | Saison    | Spiele | Tore | Vorlagen |
| ----------------------- | --------- | ------ | ---- | -------- |
| Florida State Seminoles | 2015–2016 | 25     | 7    | 5        |
| Florida State Seminoles | 2016–2017 | 9      | 1    | 2        |
| Gesamt                  | Gesamt    | 34     | 8    | 7        |